# Mayenne
La Mayenne (AFI: /ma.jɛn/) è un dipartimento francese della regione dei Paesi della Loira. Confina con i dipartimenti della Manica a nord-ovest, dell'Orne a nord-est, della Sarthe a est, del Maine e Loira a sud e di Ille-et-Vilaine a ovest. Prende nome dal fiume omonimo.
Le principali città, oltre al capoluogo Laval, sono Château-Gontier e Mayenne.